# Чіпс Кесвік
Сер Джон Чіппендайл «Чіпс» Ліндлі Кесвік (Кезік) (англ. Sir John Chippendale «Chips» Lindley Keswick; 2 лютого 1940, Лондон — 17 квітня 2024) — британський підприємець і банкір.

## Ранні роки
Сер Чіпс Кесвік — син Сера Вільяма Кесвіка (1903—1990) і Мері Ліндлі, онук Генрі Кесвіка. Кесвік отримав освіту в Ітонському коледжі і Університеті Марселья.

## Кар'єра
Кесвік в ранні роки був директором банку Hambros і колегою Пітера Гілл-Вуда. В даний час Кесвік є власником багатьох компаній, у тому числі DeBeers Sa, Persimmon PLC і банку Investec. Є президентом футбольного клубу «Арсенал» і банку Англії (з 1993 року). На цьому посту він замінив Пітера Гілл-Вуда.

## Особисте життя
Він одружився з леді Сарою Ремзі, дочкою 16-го графа Долгаусі в 1966 році. Вони мають трьох синів: Давіда, Тобіаса і Адама.
Кесвік є членом джентльменського клубу «Вайт» та клубу міського університету. Він підтримує програму «Бізнес за стерлінг» і є корпоративним донором консерваторів. Кесвік пожертвував 23,000 фунтів стерлінгів на профспілковий фонд «Разом краще».